# Flößberg
Flößberg ist ein Ortsteil der Stadt Frohburg im sächsischen Landkreis Leipzig. Die Gemeinde Flößberg wurde am 1. Januar 1994 mit vier weiteren Kommunen zur Gemeinde Eulatal zusammengeschlossen, welche am 1. Januar 2009 zur Stadt Frohburg kam.

## Geografie

### Geografische Lage und Verkehr
Flößberg befindet sich im Norden der Stadt Frohburg im Tal der Eula. Im Westen des Orts befindet sich der Bockwitzer See. Durch den Ort führt die Bundesstraße 176 und die Trasse der stillgelegten Bahnstrecke Borna–Großbothen.

### Nachbarorte
| Kitzscher            | Beucha                                      |             |
| Borna, Flur Bockwitz | Kompassrose, die auf Nachbargemeinden zeigt | Heinersdorf |
| Zedtlitz, Schönau    | Prießnitz                                   | Trebishain  |

## Geschichte

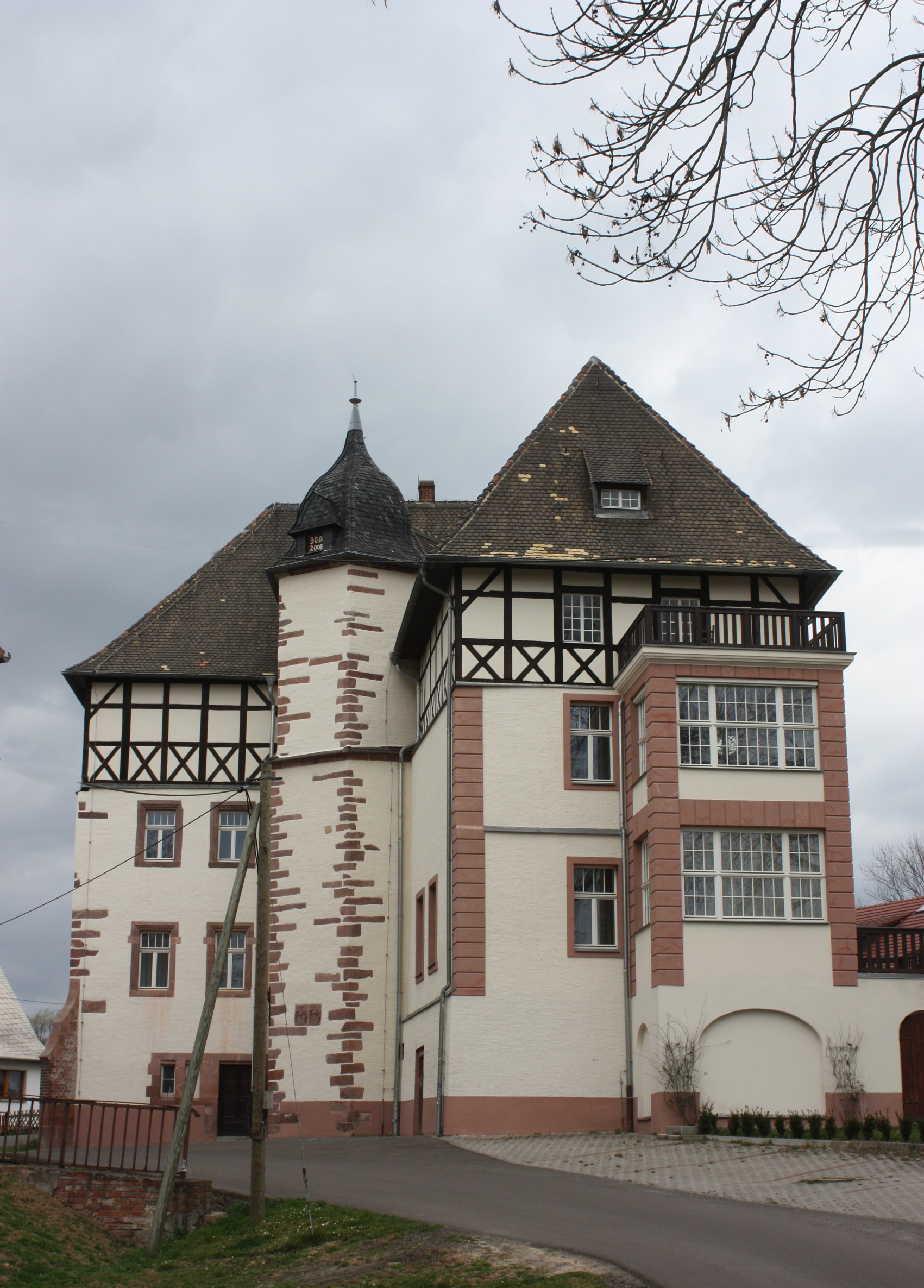
Rittergut Flößberg

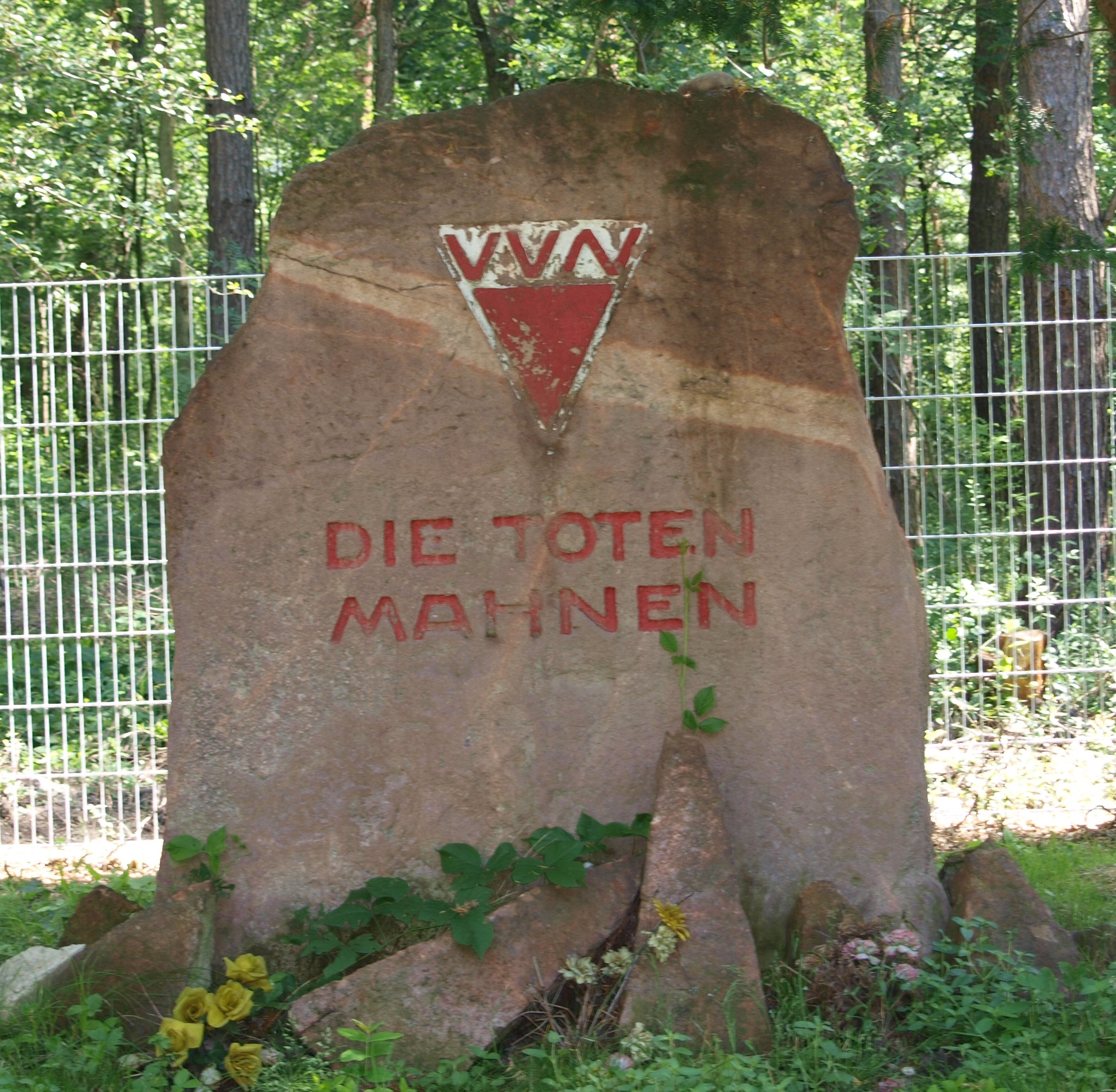
Gedenkstein, Mahnmal Flößberg

Der Ortsname des Straßendorfs Flößberg wird erstmals unter Nennung eines Adligen de Flogelberch im Jahr 1206 urkundlich erwähnt. Der Ort war Herrensitz und besaß eine mittelalterliche Wasserburg östlich der Eula, welche später zum Rittergut umgebaut wurde. Die Dorfentwicklung von Flößberg begann im 12. Jahrhundert, als sich fränkische Siedler neben diesem Herrensitz am Westufer der Eula niederließen. Flößberg, in frühen Zeiten auch „Flügelsberg“ genannt, wurde durch die Burggrafen von Altenburg kolonisiert. Im 13. Jahrhundert war der Ort Sitz einer Nebenlinie der Burggrafen von Altenburg, welche sich nach Flügelsberg benannte. Der letzte Vertreter der Linie schenkte den Ort im Jahr 1330 dem Deutschen Orden zu Altenburg. Im Jahr 1445 übernahm die Familie von Haugwitz den als Rittersitz bezeichneten Besitz, welcher 1551 zum Rittergut erhoben wurde. Nachdem ein Teil des Grundbesitzes im Jahr 1617 verkauft worden war, entstanden die Rittergüter Flößberg oberen und unteren Teils. Das Rittergut Flößberg unteren Teils kam nach dem Verkauf im Jahr 1617 an die Familie von Milkau, welche das Gut im Jahr 1695 an die Familie von Kötteritz verkaufte. Das Rittergut Flößberg oberen Teils, welches aus der früheren Wasserburg entstanden war, kam im Jahr 1658 in den Besitz der Familie von Kötteritz, welche das Gut bis 1724 besaß. Zwischen 1738 und 1808 befanden sich beide Teile des nicht wiedervereinigten Ritterguts in den Händen der Familie von Döring. Ihnen folgten die Familie von Schlieben und im Jahr 1905 Max Georgie und dessen Nachkommen.
Die Grundherrschaft über Flößberg übten bis ins 19. Jahrhundert die beiden Rittergüter des Orts aus. Der Ort bildete mit Beucha und einem Anteil von Trebishain eine Exklave zwischen den Ämtern Borna und Colditz, die bis 1816 zum kursächsischen bzw. königlich-sächsischen Erbamt Grimma gehörte und dann dem Amt Borna angegliedert wurde. Ab 1856 gehörte der Ort zum Gerichtsamt Borna und ab 1875 zur Amtshauptmannschaft Borna.
Flößberg besaß zwischen 1937 und 1947 einen eigenen Bahnanschluss, der jedoch mit dem Streckenabbau der noch sehr jungen Bahnstrecke Borna–Großbothen als Reparationsleistung an die Sowjetunion nach dem Zweiten Weltkrieg ein jähes Ende fand. Während des Zweiten Weltkrieges wurde im Ort von Dezember 1944 bis April 1945 das KZ-Außenlager Flößberg des KZ Buchenwald betrieben, in dem 1200 überwiegend jüdische Häftlinge für die Hugo Schneider AG (HASAG) Zwangsarbeit in der Rüstungsproduktion verrichten mussten. Im Zuge der Bodenreform in der Sowjetischen Besatzungszone ab 1945 wurden beide Teile des Ritterguts Flößberg enteignet.
Durch die zweite Kreisreform in der DDR im Jahr 1952 wurde die Gemeinde Flößberg dem Kreis Geithain im Bezirk Leipzig angegliedert. Der Tagebau Borna-Ost durchtrennte zwischen 1966 und 1972 das westlich gelegene Gebiet von Flößberg, wodurch die F 176 (heute Bundesstraße ) nach Borna gekappt und nördlich um den Tagebau herum verlegt wurde. Nach der Renaturierung des Tagebaus verläuft sie nun am Nordostrand des Bockwitzer Sees entlang.
Seit 1990 gehörte die Gemeinde Flößberg zum sächsischen Landkreis Geithain, der 1994 im Landkreis Leipziger Land und 2008 im Landkreis Leipzig aufging. Sie vereinigte sich am 1. Januar 1994 mit vier weiteren Gemeinden zur neuen Gemeinde Eulatal, die am 1. Januar 2009 in die Stadt Frohburg eingegliedert wurde.

## Gedenkstätten
- Gedenkstätte für die Opfer des Faschismus am KZ-Außenlager Flößberg
- Stolpersteine für Ehepaar Mühlberger (siehe Liste der Stolpersteine in Frohburg)